# Tsuda Itsuo
Itsuo Tsuda (Busan, 3 maggio 1914 – Parigi, 10 marzo 1984) è stato un filosofo giapponese.

## Biografia
All'età di sedici anni si rivoltò contro la volontà del padre che lo destinava a diventare l'erede dei suoi beni (diritto di primogenitura); lasciò quindi la sua famiglia e si mise a vagabondare, alla ricerca della libertà di pensiero.
Dopo essersi riconciliato con il padre, si recò in Francia nel 1934, dove studiò sotto la guida di Marcel Granet e Marcel Mauss fino al 1940, anno del suo ritorno in Giappone: studiò la recitazione del Nō con il maestro Hosada, il Seitai con il maestro Haruchika Noguchi e l'Aikidō con il maestro Morihei Ueshiba.
Itsuo Tsuda tornò in Europa nel 1970 per diffondere il Katsugen Undo (Movimento rigeneratore) e le proprie idee sul Ki. Nel 1973 pubblicò la sua prima opera, "Il Non-fare", con il sottotitolo: " Scuola della Respirazione" (Milano, Luni Editrice, 2003 | ISBN 8874350236).
Morì a Parigi nel 1984. La filosofia e l'insegnamento che egli trasmise attraverso le sue opere e il suo lavoro è rimasto vivo in Europa nei dojo della "Scuola Itsuo Tsuda", nel dojo "Scuola Della Respirazione" di Parigi, ed in altri dojo, principalmente in Francia.